# Noche del Destino
La Noche del Destino (en árabe: لَيْلَةُ الْقَدْر‎, romanizado: laylatu l-qadr, lit. 'Noche del destino'), a veces transcrito como Laylat al-Qadr o Laylatu l-Qadr, es la celebración de dos fechas muy importantes en el Islam durante el mes de Ramadán.
Los musulmanes creen que durante esta noche se decide el destino del próximo año y por lo tanto, rezan a Dios durante toda la noche, invocando su piedad y salvación. Esta práctica se conoce como Ehyaa (que literalmente significa "renacimiento").

## Causa de su denominación
Hay varias opiniones sobre el significado del término Qadr. Algunos creen que se refiere al “Destino” porque según la Sura al-Dujan el destino de las criaturas será determinado durante esta noche:

En ella se detallan de manera diferenciada todos los asuntos establecidos.
Corán 44:4.

Además, hay narraciones que confirman que las provisiones y la vida de los seres humanos para el año próximo serán establecidas durante la noche del Qadr. Según algunas fuentes, el término Qadr significa valor y virtud, y esta noche fue denominada como la noche del Qadr porque en ella, el Sagrado Corán fue revelado al corazón del Profeta.

## Historia

### Primera revelación
La creencia musulmana dice que fue durante esta misma noche cuando Dios escribió los primeros versos del Corán, que “El espíritu de la revelación” Gabriel le transmitió al Profeta Mahoma cuando éste tenía cuarenta años [cita requerida].

## Revelación completa
En esta fecha también se celebra la noche en la que el Corán se transmitió de forma completa a Muhammad [cita requerida].

## Corán
Esta noche es mencionada explícitamente en las siguientes suras o capítulos del Corán:
La Sura al-Qadr

1. Lo hemos revelado en la Noche del Destino.
2. y, ¿cómo sabrás que es la Noche del Destino?
3. La Noche del Destino vale más que mil meses.
4. Los ángeles y el Espíritu descienden de ella, con permiso de su Señor, para fijarlo todo.
5. ¡Es una noche de paz, hasta rayar el alba!

Corán 97:1-5

La Sura al-Dujan

1. Juro por la Escritura clara.
2. Que, en verdad, la hicimos descender en una noche bendita. En verdad, siempre hemos sido amonestadores.
3. En ella se detallan de manera diferenciada todos los asuntos establecidos.
4. Asuntos que proceden de Nosotros. En verdad, Nosotros somos Quienes la enviamos.
5. Una misericordia de tu Señor. En verdad, Él es Quien todo lo oye, Quien todo lo sabe.

Corán 44:2-6

Los versos anteriores consideran que la Noche del destino vale más que mil meses. El mes entero de Ramadán es un periodo de entrenamiento espiritual en el que los creyentes se dedican a ayunar, rezar, recitar el Corán, recordar a Dios y a hacer caridad. Además, debido a la importancia de esta noche, los musulmanes se esfuerzan al máximo en los últimos diez días del Ramadán, ya que la Laylat al-Qadr puede ser cualquiera de estos últimos días (el primero, el tercero, el quinto o el séptimo). Normalmente, los musulmanes realizan una i’tikaf en la mezquita (que consiste quedarse en el interior de la mezquita generalmente los últimos diez días ) para el rezo y la recitación.

## Sunnah
Los musulmanes a menudo rezan de manera más ferviente en este día, y en particular durante el rezo nocturno. Se levantan, oran y esperan que Alá les conceda sus peticiones durante esta noche sagrada. Mayormente, realizan “talawat” (lectura del Corán). 
Los que pueden permitir dedicar su tiempo al culto a Dios permanecen en la mezquita durante los últimos diez días de Ramadán. Este culto se conoce con el nombre de i'tikaf (retiro). Ayunan durante el día, ocupados en la contemplación de Dios, realizando oraciones voluntarias y estudiando el Corán, día y noche, además de las obligaciones que realizan junto con la congregación. La comida y demás necesidades vitales se obtienen dentro de la mezquita, con lo que no tienen por qué abandonar el recinto excepto por razones religiosas genuinas. Con esta dedicación a la contemplación de Dios, los musulmanes esperan recibir favores divinos y bendiciones en conexión con esta noche sagrada[cita requerida].
Los  chiíes en concreto, realizan numerosos actos religiosos durante esta noche, siguiendo su creencia en las recomendaciones de Mahoma y los doce imames[cita requerida].

### Actos recomendables en la Noche del Qadr
Los musulmanes chiíes en concreto, realizan numerosos actos religiosos durante esta noche, siguiendo su creencia en las recomendaciones de Mahoma y los doce imames.
- Hacer el baño completo (Ghosl).[6]
- Hacer dos ciclos del rezo, de manera que en cada ciclo luego de la recitación de la Sura Al-Fâtiha se recitan siete veces la Sura Al-Ijlâs. Luego de terminar el rezo, el orante debe repetir setenta veces la siguiente frase:

  اَسْتَغْفِرُ للهَ واَتُوبُ اِلَيْهِ
Pido perdón a Dios y a Él me vuelvo arrepentido
- Permanecer despierto durante la noche, realizando actos recomendables como la oración, y la recitación del Corán.
- Recitar la súplica de Yaushan al-Kabir (La Gran Armadura).
- Recitar la Sura al-Dujan (44) y la Sura al-Qadr (97).
- Recitar la pregrinar del Imam Husain (el tercer Imam de los chiitas).
- Recitar la súplica de “El Corán”, de la siguiente manera:

Primero, se debe abrir el Corán frente al rostro, y recitar la siguiente súplica:
اَللّھُمَّ اِنّي اَسْاَلُكَ بِكِتابِكَ المُنْزَل وَما فيهِ وَفيهِ اسْمُكَ الاَكْبَرُ وَاَسْماؤُكَ الْحُسْنى، وَما يُخافُ وَيُرْجى اَنْ تَجْعَلَني مِنْ عُتَقائِكَ مِنَ النّارِ
¡Dios mío! Yo te pido por Tu libro revelado y lo que se encuentra en él, y en ello está Tu Gran Nombre y Tus Nombres más bellos, y lo que se teme y se espera, (Te pido) que me cuentes entre los que están liberados del fuego (infernal).
A continuación, se puede hacer cualquier petición a Dios y luego de ello, de debe colocar el Corán sobre la cabeza y decir: 
اَللّھُمَّ بِحَقِّ ھذَا الْقُرْآنِ، وَبِحَقِّ مَنْ اَرْسَلْتَهُ بِهِ، وَبِحَقِّ كُلِّ مُؤْمِن مَدَحْتَهُ فيهِ، وَبِحَقِّكَ عَ لَيْھِمْ، فَلا اَحَدَ اَعْرَفُ بِحَقِّكَ مِنْكَ
¡Dios Mío! Por este Corán y por aquel (el Profeta) quien fue enviado con ello, y por cada creyente que Tú elogiaste en él, y por Tu derecho sobre ellos, que ciertamente nadie mejor que Tú conoce Tu derecho.
Luego, se deben repetir diez veces las siguientes frases, una tras otra: 
| En árabe       | En español                       |
| -------------- | -------------------------------- |
| بِكَ يالَله       | (Por Ti ¡Oh Dios!)               |
| بِمُحَمَّد          | (Por Muhammad)                   |
| بِعَلیّ           | (Por Alí)                        |
| بِفاطِمَة         | (Por Fátima)                     |
| بِالْحَسَنِ         | (Por Hasan)                      |
| بِالْحُسَيْنِ        | (Por Husain)                     |
| بِعَلِي بْنِ الْحُسَيْنِ | (Por Alí hijo de Husain)         |
| بُمَحَمَّدِ بْنِ عَلِيٍّ   | (Por Muhammad hijo de Alí)       |
| بِجَعْفَرِ بْنِ مُحَمَّد  | (Por Ya’far hijo de Muhammad)    |
| بمُوسَى بْنِ جَعْفَر  | (Por Musa Waggeh hijo de Ya’far) |
| بِعَلِيِّ بْنِ مُوسى   | (Por Alí hijo de Musa Waggeh)    |
| بِمُحَمَّدِ بْنِ عَلِيٍّ   | (Por Muhammad hijo de Alí)       |
| بِعَلِيِّ بْنِ مُحَمَّد   | (Por Alí hijo de Muhammad)       |
| بِالْحَسَنِ بْنِ عَلِيٍّ  | (Por Hasan hijo de Alí)          |
| بِالْحُجَّةِ         | (Por la Prueba de Dios)          |

Al final, se puede suplicar y solicitar cualquier petición a Dios.
Es de hacer notar, que hay otros actos recomendables y súplicas para la Noche del Destino que se han mencionado en el Libro de Mafatih al-Yinan.
Mahoma era bastante estricto en este tema. Se dice que cuando empezaban los últimos diez días de Ramadan, permanecía despierto toda la noche y realizaba su culto con mayor diligencia.[cita requerida]

## La fecha exacta de la Noche del Qadr
- La opinión de los sunitas

Todos los musulmanes creen que el incidente ocurrió durante el último tercio del mes de Ramadan, pero hay desacuerdo en la fecha exacta. Los suníes generalmente consideran que fue el 21, el 23, el 25, el 27, o el 29 del mes de Ramadan, mientras que los chiíes creen que fue el 19, el 21 o el 23. Estos últimos confieren más importancia al 23 y creen que el de menor relevancia de los tres es el 21.
Convencionalmente, la mayoría de los suníes celebra esta fecha durante la noche del 26 al 27. Sin embargo, y debido a la inexactitud de la fecha, se recomienda a los musulmanes que guarden todas las noches como precaución.
- La opinión de los chiítas

Los chiitas consideran que según las narraciones, la noche del Qadr debe ser el día 19, el 21 o el 23 del mes de Ramadán. Sin embargo, como afirma el Sheij al-Saduq, la noche 23 es la más probable. Ya‘far as-Sadiq ha dicho en un hadiz que la noche del Qadr está en el mes de Ramadán, y en otra narración dice que el destino será designado en la noche decimonovena, será confirmado en la noche vigesimoprimera, y será determinado en la noche vigesimotercera del mes de Ramadán.

## Controversia etimológica
Aunque la traducción literal de la palabra "Qadr" es "medida", este día sagrado es conocido también como Noche del poder. La traducción correcta de "Laylat al-Qadr" ha traído alguna controversia, ya que algunos musulmanes afirman que "Noche del poder" es un error en la traducción de Abdullah Yusuf Ali que más tarde se popularizó.[cita requerida]
El término Noche del poder proviene de El sagrado Corán: texto, traducción y comentarios de Abdullah Yusuf Ali (?-1953) que tradujo de la siguiente forma el verso uno de surat Al-Qadr:
Hemos revelado este (mensaje) en la Noche del poder:
Marmaduke Pickthall ofrece esta otra traducción:
Lo revelamos en la Noche de la predestinación.
Mientras que M. H. Shakir escribe: 
Seguro, lo revelamos en la gran noche.
Y Muhammad Asad escribe:
Hemos recibido este mensaje divino en la Noche del destino.
En la nota correspondiente, el autor añade que "Laylatil-Qadr" puede también traducirse por La Noche del Todopoderoso o la Noche de su Majestad.